# Newtonhill
Newtonhill är en ort i Storbritannien.   Den ligger i kommunen Aberdeenshire och riksdelen Skottland, i den norra delen av landet, 600 km norr om huvudstaden London. Newtonhill ligger 64 meter över havet och antalet invånare är 3 284.
Terrängen runt Newtonhill är platt. Havet är nära Newtonhill åt sydost.  Närmaste större samhälle är Aberdeen, 12,6 km norr om Newtonhill. 